# دنورس (ماساچوست)
دنورس(به انگلیسی: Danvers) شهرکی در شهرستان اسکس ایالت ماساچوست می‌باشد که در سال ۱۷۷۵ بنیان‌گذاری شده‌است. این شهرک در سرشماری سال ۲۰۱۰ میلادی، ۲۶٬۴۹۳ نفر جمعیت داشته‌است.